# Transwersala
Transwersala – zbiór powstały z wybrania po jednym elemencie ze zbiorów danej rodziny (wymaga się zwykle, aby wybrane elementy były parami różne, wtedy moc transwersali jest równa mocy rodziny).
W użyciu są różne definicje tego terminu. Najczęściej jest on używany w matematyce dyskretnej w znaczeniach podanych poniżej, ale występuje też poza tą dziedziną matematyki w nieco odmiennych, choć pokrewnych znaczeniach.

## Definicja
Niech {\displaystyle \mathbb {S} } będzie rodziną zbiorów. Transwersala rodziny zbiorów {\displaystyle \mathbb {S} } to taki zbiór {\displaystyle A,} że można wybrać bijekcję ze zbioru A na rodzinę {\displaystyle \mathbb {S} ,} która każdemu elementowi zbioru A przyporządkowuje pewien zbiór, do którego element ten należy. Tak więc A jest transwersalą rodziny {\displaystyle \mathbb {S} } jeśli istnieje funkcja {\displaystyle f\colon A\to \mathbb {S} } taka, że
{\displaystyle (\forall a\in A)(a\in f(a))} oraz {\displaystyle (\forall S\in \mathbb {S} )(\exists !a\in A)(f(a)=S).}
Pojęcie transwersali wprowadza się również dla indeksowanych rodzin zbiorów pozwalając na ich powtórzenia w indeksowaniu. Niech {\displaystyle {\mathcal {S}}=\langle S_{i}:i\in I\rangle } będzie ciągiem (niekoniecznie różnych) zbiorów. Transwersala (system różnych reprezentantów) dla ciągu {\displaystyle {\mathcal {S}}} to taki ciąg różnowartościowy {\displaystyle A=\langle a_{i}:i\in I\rangle } taki że {\displaystyle a_{i}\in S_{i}} dla wszystkich {\displaystyle i\in I}.

## Przykłady i własności
- Zbiór {\displaystyle \{a,b,c,d,e\}} jest transwersalą dla rodziny

{\displaystyle \mathbb {S} ={\Big \{}\{a,f,g\},\{b,c,f,g,h\},\{c,f,g,h,i\},\{d,f,g\},\{e\}{\Big \}},}
bowiem funkcja {\displaystyle f\colon \{a,b,c,d,e\}\to \mathbb {S} } dana przez
{\displaystyle f(a)=\{a,f,g\},} {\displaystyle f(b)=\{b,c,f,g,h\},} {\displaystyle f(c)=\{c,f,g,h,i\},} {\displaystyle f(d)=\{d,f,g\},} {\displaystyle f(e)=\{e\}}
jest bijekcją świadczącą o tym fakcie.
- Transwersale dla rodzin zbiorów parami rozłącznych są także nazywane selektorami z tych rodzin. Dla każdej skończonej rodziny parami rozłącznych zbiorów niepustych można wybrać selektor (transwersalę). Przy założeniu AC, każda rodzina parami rozłącznych zbiorów niepustych ma transwersale.
- Rozważmy zbiory {\displaystyle S_{1}=S_{2}=\{1,2\},} {\displaystyle S_{3}=S_{4}=\{2,3\}} oraz {\displaystyle S_{5}=\{1,4,5,6\}.} Wówczas zbiór {\displaystyle \{1,2,3,4\}} jest systemem różnych reprezentantów dla ciągu {\displaystyle \langle S_{1},S_{2},S_{3},S_{5}\rangle .} Natomiast nie istnieje żadna transwersala dla {\displaystyle \langle S_{1},S_{2},S_{3},S_{4},S_{5}\rangle .}
- Nawet rodziny zbiorów bez powtórzeń mogą nie mieć transwersali. Charakteryzacja skończonych rodzin (indeksowanych) dopuszczających transwersale jest dana przez twierdzenie o kojarzeniu małżeństw:

Twierdzenie Halla
Niech {\displaystyle {\mathcal {S}}=\langle S_{1},\dots ,S_{n}\rangle } będzie skończonym ciągiem (niekoniecznie różnych) niepustych zbiorów skończonych. Wówczas {\displaystyle {\mathcal {S}}} ma transwersalę wtedy i tylko wtedy, gdy suma dowolnych {\displaystyle m} zbiorów {\displaystyle S_{k}} zawiera przynajmniej {\displaystyle m} elementów {\displaystyle (1\leqslant k\leqslant m).}

## Inne znaczenia terminu
- W geometrii, transwersala (prosta transwersalna) dla danej rodziny prostych to prosta przecinająca wszystkie proste z tej rodziny.
- Transwersala kwadratu łacińskiego rzędu n to wybór n pozycji w tym kwadracie w taki sposób, że w każdym wierszu i każdej kolumnie wybrano jedną pozycję oraz że każdy symbol pojawia się w jakiejś pozycji.
- W geometrii różniczkowej i topologii różniczkowej rozważa się przekroje transwersalne.